# Ericpol
Ericpol – nieistniejąca polska spółka działająca w branży informatycznej. Do dnia 11 maja 2012 r. spółka nosiła nazwę Ericpol Telecom.
Firma działa głównie na rynku telekomunikacyjnym, zajmuje się tworzeniem oprogramowania i integrowaniem systemów teleinformatycznych, outsourcingiem, konsultingiem dla telekomunikacji i M2M, finansów i bankowości, sektora zamówień publicznych i medycyny. Główna siedziba znajduje się w Łodzi, firma posiada także oddziały w Krakowie, Warszawie, Gnieźnie oraz poza granicami kraju – w Szwecji (Linköping), na Ukrainie (Lwów) i Białorusi (Brześć). 
15 października 2015 Ericsson ogłosił zamiar odkupienia od spółki Ericpol jej polskich i ukraińskich oddziałów.
20 kwietnia 2016 powyższa transakcja została sfinalizowana – polska i ukraińska część Ericpola weszła w skład koncernu Ericsson.

## Powstanie i rozwój firmy

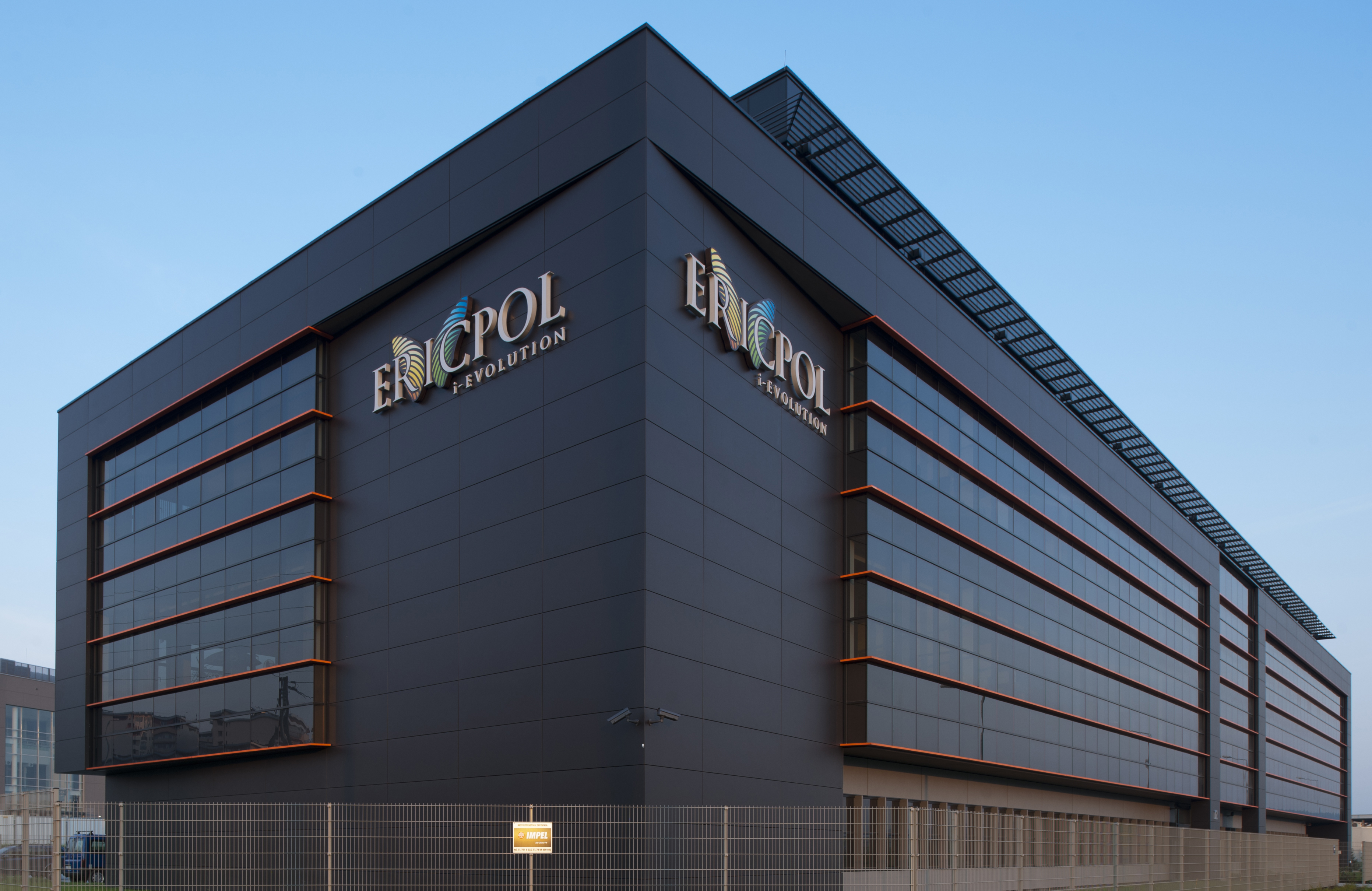
Biuro Ericpol w Krakowie (ulica Bobrzyńskiego) (przed wykupieniem przez Ericssona)

Ericpol został założony w Łodzi w roku 1991. Pierwszym klientem firmy został koncern Ericsson, który zlecił spółce test oprogramowania nadzorującego pracę central telefonicznych. Dwa lata później pracownicy Ericpola zaczęli brać udział w projektach prowadzonych przez oddziały badawczo-rozwojowe Ericssona poza granicami Polski. Na początku firma zatrudniała 4 osoby, ale wraz ze wzrostem liczby zamówień nastąpił jej szybki rozwój. 
W 1996 roku otworzono drugi oddział w Krakowie, w 1998 liczba zatrudnionych pracowników przekroczyła 100, w 2004 roku spółka otworzyła pierwsze oddziały poza granicami Polski – w Linköping (Szwecja) oraz we Lwowie (Ukraina). W 2005 roku Ericpol został laureatem konkursu na łódzkich Liderów Nowoczesnych Technologii. W 2007 firma otworzyła nową filię w Brześciu (Białoruś). Rok później Ericpol za produkt Dr Eryk otrzymał godło „Teraz Polska”. W 2010 w Krakowie na terenie SSE spółka otworzyła nowoczesny biurowiec. 
Obecnie firma zatrudnia ponad 2200 osób, w tym ok. 1900 inżynierów. Posiada oddziały w Polsce, Szwecji, na Ukrainie i Białorusi. W Łodzi zakupiła starą fabrykę (w której w XIX w. mieściła się fabryka waty Maurycego Spokornego, a w latach 30. XX w. Skład Fabryczny Towarów Jedwabnych i Wełnianych Maurycego Taumana) i dokonała jej rewitalizacji i adaptacji do potrzeb biurowych (obecnie pracuje tam ponad dwustu informatyków). Odnowiony budynek został nominowany do "Najlepszego Wnętrza Roku 2008" w Łodzi. 
W Krakowie Ericpol zakupił między innymi kamienicę nad Wisłą nieopodal mostu Dębnickiego i Wawelu, która została odremontowana, a efekt końcowy został doceniony w postaci nominacji do Nagrody im. prof. Janusza Bogdanowskiego.
W 2010 r. krakowska siedziba Ericpola została przeniesiona do nowoczesnego biurowca mieszczącego się na terenie specjalnej strefy ekonomicznej zarządzanej przez Krakowski Park Technologiczny. Nowy biurowiec mieści ponad 500 stanowisk pracy.
W styczniu 2015 r. otwarta została nowa siedziba firmy w Łodzi. Biurowiec Ericpol Software Pool powstał na terenie dawnego ogrodu pałacowego Scheiblera oraz basenu Olimpia. W budynku zastosowano nowoczesne technologie, które zapewnią wysoki komfort pracy i ograniczą negatywny wpływ inwestycji na środowisko.
Ericpol od kilku lat plasuje się w czołówce rankingów polskiej branży IT: Computerworld TOP 200 – ranking firm informatycznych i telekomunikacyjnych oraz Teleinfo500 - Polski Rynek Teleinformatyczny.
Według raportu "Computerworld TOP 200 – Polski Rynek Informatyczny i Telekomunikacyjny" za rok 2012 Ericpol zajmuje: 
- 1. miejsce wśród firm świadczących usługi outsourcingowe,
- 1. miejsce wśród firm osiągających przychody z obsługi sektora telekomunikacyjnego,

W 2010 spółka została nagrodzona Skrzydłami Biznesu (Nagroda - pod patronatem Ministerstwa Gospodarki - wręczana jest przez Dziennik Gazetę Prawną). 
W 2011 r. firma została laureatem rankingu Diamenty Forbsa 2011. 
Ericpol – jako pierwsza i jedyna polska firma – znalazł się w światowym rankingu The Global Outsourcing 100 (w grupie „Rising Star”). Autorem rankingu najlepszych na świecie firm outsourcingowych i doradczych jest stowarzyszenie International Association of Outsourcing Professionals. IAOP jest globalną organizacją wyznaczającą standardy outsourcingu. Wyniki 6 edycji rankingu przedstawione zostały w lutym podczas IAOP’s 2011 Outsourcing World Summit w Indian Wells w Kalifornii. W 2011, 2012 i 2013 roku Ericpol został również uwzględniony w rankingu The Software 500 opracowywanym przez wydawnictwo Software Magazine. Ranking gromadzi 500 największych dostawców usług IT i producentów oprogramowania. W 2012 r. Ericpol wraz z Mill Studio otrzymał nagrodę Red Dot Design Award w kategorii „communication design” za projekt Agilendara - oryginalnego kalendarza, ułatwiającego pracę w metodologii Agile. W 2013 r. Ericpol znalazł się na liście Europe's 500 w gronie 500 najdynamiczniej rozwijających się przedsiębiorstw w Europie, zajmując 17. lokatę.
W 2012 roku Ericpol został laureatem rankingu Najbardziej Pożądanych Pracodawców w opinii specjalistów i menadżerów w branży IT i telekomunikacji. W rok później Ericpol znalazł się w gronie 30 Idealnych Pracodawców. Ranking został stworzony na podstawie
badania Universum Student Survey, przeprowadzonego w 2013 r. wśród polskich studentów.

## Główne obszary działalności
Ericpol świadczy usługi w obszarach:
- rozwiązań i aplikacji dedykowanych
- konsultingu
- outsourcingu
- customizacji
- szkoleń

Firma świadczy usługi w 6 segmentach:
- telekomunikacji – usługi w zakresie projektowania, utrzymania i testowania oprogramowania dla producentów sprzętu i software’u na całym świecie; usługi doradcze i szkoleniowe,
- M2M – Machine to Machine – usługi inżynierskie – głównie w zakresie projektowania i testowania oprogramowania klasy „embedded systems”, używanych przez wiodących producentów systemów bezpieczeństwa samochodowego w komunikacji M2M dla największych wytwórców przemysłu samochodowego, tj. Peugeot i Citroen. W 2010 r. firma została członkiem GENIVI Alliance[8] – organizacji zrzeszającej czołowych producentów samochodów i twórców oprogramowania komputerowego. Celem organizacji jest zaadaptowanie systemów związanych z codzienną komunikacją i rozrywką w nowoczesnych samochodach (In-Vehicle Infotainment).
- rynku medycznym – w tym specjalistyczny pakiet programów „Dr Eryk” służących zarządzaniu gabinetami oraz przychodniami lekarskimi. W 2008 roku aplikacja „Dr Eryk” otrzymała prestiżową nagrodę „Teraz Polska” dla najlepszego produktu IT. Drugim produktem firmy Ericpol w zakresie aplikacji na rynek medyczny jest ErLab – system komunikacji placówek medycznych i laboratoriów.
- sektorze aplikacji klasy ERP oraz Business Intelligence – rozwiązania służące do skutecznego zarządzania biznesem, stosowane w przemyśle, handlu oraz w zarządzaniu produkcją.
- bankowości i finansach – rozwiązania służące do wspomagania Zarządzania Przedsiębiorstwem, wsparcia sprzedaży i windykacji oraz zaawansowane usługi integracyjne oparte na szynach danych (ESB), silnikach procesowych (BPM), systemach wideotelekonferencyjnych, rozwiązaniach portalowych B2B czy przetwarzaniu danych na bazie rozwiązań chmurowych.
- sektorze zamówień publicznych

W ciągu 23 lat działalności firma wypracowała silną i stabilną pozycję na rynku producentów oprogramowania na zamówienie. Ponad 90% produkcji Ericpol jest skierowane na rynki zagraniczne. Inżynierowie firmy pracowali przy 800 projektach w 75 krajach. 
Najważniejszym partnerem technologicznym firmy jest Ericsson – największy dostawca infrastruktury telekomunikacyjnej na świecie.
Klientami Ericpola są również Orange (France Telecom), Telecom Italia Mobile, Telefonica, Polkomtel, T-Mobile (Deutsche Telekom), AT&T, Telmex, TeliaSonera, AIS, Saigon Postel, Sprint oraz PTC. 

## Współpraca naukowa
Ericpol stale współpracuje z ośrodkami akademickimi – Politechniką Łódzką, Uniwersytetem Jagiellońskim, Uniwersytetem Łódzkim i Akademią Górniczo-Hutniczą. Firma aktywnie uczestniczy w procesie dydaktycznym studentów telekomunikacji, matematyki stosowanej oraz informatyki poprzez wykłady i seminaria, które prowadzą specjaliści Ericpola. Analizą procesu dydaktycznego studentów zajmuje się filia Ericpola w Brześciu, we współpracy z Politechniką Brzeską, Uniwersytetem im. Puszkina w Brześciu oraz Baranowickim Uniwersytetem Państwowym. Badania te mają na celu ocenę poziomu wiedzy studentów oraz planowanie dalszego kształcenia. Firma organizuje także praktyki studenckie.
W 2008 roku firma wspólnie z Polskim Towarzystwem Matematycznym ustanowiła Międzynarodową Nagrodę im. Stefana Banacha za wybitną pracę doktorską w dziedzinie nauk matematycznych (The International Stefan Banach Prize for a Doctoral Dissertation in the Mathematical Sciences). Inicjatywa o międzynarodowym charakterze z roku na rok obejmuje coraz więcej krajów Europy Środkowo-Wschodniej, takich, jak Białoruś, Czechy, Estonia, Litwa, Łotwa, Polska, Słowacja, Ukraina i Węgry, a także kraje skandynawskie – Szwecję, Norwegię i Finlandię. Laureat konkursu otrzymuje nagrodę w wysokości 20 000 złotych, będącą jednym z najwyższych finansowych wyróżnień przyznawanych w Polsce młodym naukowcom w dziedzinie nauk matematycznych.